# 大菱形三十面體
在幾何學中，大菱形三十面体是一種非凸的等面等邊三十面體，其對偶多面體為大截半二十面体。

## 性質
大菱形三十面體共有30個面、60條邊和32個頂點，其32個面都是全等的菱形。
其每個菱形上與其他面之交線的位置也都相等。每個菱形只有四個角的部分露出，其他部分階隱沒在立體圖形內部，露出的部分為4個凹六邊形，在上圖以藍色表示。
大菱形三十面體共有2種頂角，其頂點圖分別為五角星和三角形。頂點圖為五角星的頂角是菱形的鈍角，為5個菱形的公共頂點；頂點圖為三角形的頂角是菱形的銳角，為3個菱形的公共頂點。
大菱形三十面體可以通過將菱形三十面體的菱形面放大黃金比例的三次方倍，也就是{\displaystyle \varphi ^{3}=1+2\varphi \!}倍大來構造。大菱形三十面體的星狀核為菱形三十面體，因此其也是一種星形菱形三十面體。

### 頂點座標
對偶邊長為1大菱形三十面體的頂點座標為：
{\displaystyle (0,\pm {\frac {5-{\sqrt {5}}}{8}},\pm {\frac {3{\sqrt {5}}-5}{8}})}
{\displaystyle (\pm {\frac {5-{\sqrt {5}}}{8}},\pm {\frac {3{\sqrt {5}}-5}{8}},0)}
{\displaystyle (\pm {\frac {3{\sqrt {5}}-5}{8}},0,\pm {\frac {5-{\sqrt {5}}}{8}})}
{\displaystyle (\pm {\frac {\sqrt {5}}{4}},0,\pm {\frac {3{\sqrt {5}}-5}{8}})}
{\displaystyle (0,\pm {\frac {3{\sqrt {5}}-5}{8}},\pm {\frac {\sqrt {5}}{4}})}
{\displaystyle (\pm {\frac {3{\sqrt {5}}-5}{8}},\pm {\frac {\sqrt {5}}{4}},0)}
{\displaystyle (\pm {\frac {5-{\sqrt {5}}}{8}},\pm {\frac {5-{\sqrt {5}}}{8}},\pm {\frac {5-{\sqrt {5}}}{8}})}

### 作為星形多面體
内侧菱形三十面体可以看作是一種菱形三十面體的星形多面體，即星形菱形三十面體。
| 星狀圖 | 星形 | 星狀核       | 凸包       |
| ------ | ---- | ------------ | ---------- |
|        |      | 菱形三十面體 | 正十二面體 |

## 對偶多面體
大菱形三十面體的對偶多面體是大截半二十面體，其在非凸均勻多面體被編號為U54。其在施萊夫利符號中可以用r{3,5/2}表示，其為大星形十二面體和大二十面體的截半多面體。

## 使用
大菱形三十面體被考克斯特認為是一種具代表性的星形多面體，且被放在其寫的書籍《正多胞形》的封面上。此外，有一些魔術方塊外型被製作成大菱形三十面體的形狀。

## 相關多面體

### 對偶複合體
大菱形三十面體與其對偶的複合體為複合大截半二十面體大菱形三十面體。其共有62個面、120條邊和62個頂點，其尤拉示性數為4，虧格為-1，具有12個非凸面，在威佐夫記號中以(2 | 5/2 3)表示。

## 外部連結
- 埃里克·韦斯坦因. . MathWorld.